# 本野亨一
本野 亨一（もとの こういち、1909年9月19日 - 1993年5月28日）は、日本のドイツ文学者である

## 人物・来歴
東京出身。1934年京都帝国大学文学部独文科卒。立命館大学教授を退職後は、1976年から1980年まで甲南女子大学教授。フランツ・カフカを専攻し、最初に作品を訳・刊行した。

## 著書
- 『文学の経験 六枚のスケッチ』PHP研究所 1974
- 『フランツ・カフカのこと』近代文芸社 1982.2

### 翻訳
- ハインリヒ・フォン・クライスト『許嫁への手紙』世界文学社 1948
- カフカ『審判』白水社 1940／角川文庫 1953[3]
- カフカ『ある流刑地の話 他六篇』角川文庫 1963